# Hunga mackeeana
Hunga mackeeana là một loài thực vật có hoa trong họ Cám. Loài này được Prance mô tả khoa học đầu tiên năm 1979.